# Episodi di Maledetti scarafaggi (quinta stagione)
La quinta stagione di Maledetti scarafaggi è andata in onda in Francia su Gulli il 30 giugno 2016.
In Italia sono andati in onda per la prima volta su K2 e Frisbee l'11 luglio 2016 la 1ª, 2ª e 4ª puntata della stagione col titolo Oggy Forever e con i titoli degli episodi in inglese in uno speciale chiamato Oggy a spasso nel tempo. Dal 9 ottobre 2016 sono andate in onda le puntate inedite su K2 e Frisbee.
Gli episodi della stagione sono ambientati, come nel film, in diverse epoche della storia.
| n° | n°  | Titolo originale                   | Titolo inglese                                        | Prima TV Francia | Prima TV Italia |
| -- | --- | ---------------------------------- | ----------------------------------------------------- | ---------------- | --------------- |
| 1  | 1   | Le Mystère de la Grande Pyramide   | The Great Pyramid Mystery (25 Maggio 2018)            |                  |                 |
| 1  | 2   | Le Nuage de Sauterelles            | Oggy and the Grasshopper Cloud (26 Maggio 2018)       |                  |                 |
| 1  | 3   | Oggy sur le Nil                    | Oggy on the Nile (27 Maggio 2018)                     |                  |                 |
| 2  | 4   | Oggy Gladiateur                    | Gladiator Oggy (4 Giugno 2018)                        |                  |                 |
| 2  | 5   | Avance Ton Char, Oggy              | Shift that Chariot Oggy! (4 Giugno 2018)              |                  |                 |
| 2  | 6   | Oggy met un Terme aux Thermes      | Oggy's Special Spa (2 Luglio 2018)                    |                  |                 |
| 3  | 7   | RodéOggy                           | RodeOggy (6 Luglio 2018)                              |                  |                 |
| 3  | 8   | Sherif Oggy                        | Sheriff Oggy (4 Agosto 2018)                          |                  |                 |
| 3  | 9   | Avis de recherche                  | Wanted (2 Settembre 2018)                             |                  |                 |
| 4  | 10  | Oggy les pouces verts              | The Green Thumb (20 Settembre 2018)                   |                  |                 |
| 4  | 11  | Oggy cocher du Roi                 | Oggy the King's Coachman (3 Ottobre 2018)             |                  |                 |
| 4  | 12  | Le Lever du Roi                    | The Levee of the King (11 Ottobre 2018)               |                  |                 |
| 5  | 13  | Le tournoi de Marky                | Marky's Tournament (20 Ottobre 2018)                  |                  |                 |
| 5  | 14  | Vie de chateau pour les cafards    | The Roaches seize the Castle (3 Novembre 2018)        |                  |                 |
| 5  | 15  | Oggy et le bossu de Cathédrale     | The Hunchback from the Cathedral (3 Novembre 2018)    |                  |                 |
| 6  | 16  | Un gorille en ville                | A Gorilla in Town (1 Dicembre 2018)                   |                  |                 |
| 6  | 17  | Oggy et le vagabond                | Oggy and the Tramp (15 Dicembre 2018)                 |                  |                 |
| 6  | 18  | Dee Dee Capone                     | Dee Dee Capone (4 Gennaio 2019)                       |                  |                 |
| 7  | 19a | Oggy et le Trésor                  | Oggy and the Treasure (20 Aprile 2019)                |                  |                 |
| 7  | 19b | Oggy et le Trésor                  | Oggy and the Treasure (20 Aprile 2019)                |                  |                 |
| 7  | 20  | Les maitres du poulpe              | The Octopus Masters (21 Aprile 2019)                  |                  |                 |
| 8  | 21  | Un amour de panda                  | The Precious Panda (22 Aprile 2019)                   |                  |                 |
| 8  | 22  | Attention Fragile                  | Fragile Goods! (23 Aprile 2019)                       |                  |                 |
| 8  | 23  | Baby-sitting chez l'Empereur       | Baby Sitting for the Emperor (24 Aprile 2019)         |                  |                 |
| 9  | 24  | La chasse au tigre                 | The Tiger Hunt (25 Aprile 2019)                       |                  |                 |
| 9  | 25  | Fakir Oggy                         | Oggy The Fakir (26 Aprile 2019)                       |                  |                 |
| 9  | 26  | Les cafards et le cricket          | Cockroaches Play Cricket (27 Aprile 2019)             |                  |                 |
| 10 | 27  | Le dragon d'Oggy                   | Oggy's Dragon (28 Aprile 2019)                        |                  |                 |
| 10 | 28  | Gare au drakkar                    | Beware the Long Ship (29 Aprile 2019)                 |                  |                 |
| 10 | 29  | Oggy, maitre de la foudre          | Oggy, the Lord of Lightning (30 Aprile 2019)          |                  |                 |
| 11 | 30a | Les milles et une nuit d'Oggy      | Oggy's 1001 Nights (1 Maggio 2019)                    |                  |                 |
| 11 | 30b | Les milles et une nuit d'Oggy      | Oggy's 1001 Nights (1 Maggio 2019)                    |                  |                 |
| 11 | 31  | Coup de génie                      | A Touch of Genius (2 Maggio 2019)                     |                  |                 |
| 12 | 32  | Tournage sur la lune               | Moonshot Movie (3 Maggio 2019)                        |                  |                 |
| 12 | 33  | Du plomb dans l'aile               | Lease Wings (4 Maggio 2019)                           |                  |                 |
| 12 | 34  | La machine d'Oggy                  | Oggy's Invention (15 Maggio 2019)                     |                  |                 |
| 13 | 35  | Plein soleil                       | In the Glare of the Sun (16 Maggio 2019)              |                  |                 |
| 13 | 36  | Tas d'or et conquistador           | Gold Fever (7 Giugno 2019)                            |                  |                 |
| 13 | 37  | Sacrifice si je veux               | Sacrificial Special (8 Giugno 2019)                   |                  |                 |
| 14 | 38  | On touche le fond                  | Rock Bottom (18 Giugno 2019)                          |                  |                 |
| 14 | 39  | Mission Apolloggy                  | Mission Apolloggy (13 Settembre 2019)                 |                  |                 |
| 14 | 40  | La corse au pole Nord              | The Race To The North Pole (20 Settembre 2019)        |                  |                 |
| 15 | 41  | Jackoromeo et Bobette              | Jackoromeo and Bobette (10 Ottobre 2019)              |                  |                 |
| 15 | 41  | Marrade et Mascarade               | Masquerade (13 Ottobre 2019)                          |                  |                 |
| 15 | 43  | Marky De Vinci                     | Marky Da Vinci (13 Ottobre 2019)                      |                  |                 |
| 16 | 44  | Empereur d'un jour                 | Emperor for a Day (5 Novembre 2019)                   |                  |                 |
| 16 | 45  | Mon empire pour une peluche        | My Kingdom for a Teddy (13 Novembre 2019)             |                  |                 |
| 16 | 46  | Oggy et le secret des hieroglyphes | Oggy and the Hieroglyphs (15 Novembre 2019)           |                  |                 |
| 17 | 47  | L'aire d'auto yourte               | On the High Yurt Way (15 Novembre 2019)               |                  |                 |
| 17 | 48  | Le lait de Xanadu                  | Xanadu Milk (24 Novembre 2019)                        |                  |                 |
| 17 | 49  | Les festival des Yaks              | The Yak Festival (1 Dicembre 2019)                    |                  |                 |
| 18 | 50  | Les reveil des cafards             | The Cockroaches' Awakening (2 Dicembre 2019)          |                  |                 |
| 18 | 51  | Ménage sur Orbite                  | Housework on the Orbit (3 Dicembre 2019)              |                  |                 |
| 18 | 52  | L'intrus venu de l'espace          | The Intruder from Space (4 Dicembre 2019)             |                  |                 |
| 19 | 53  | La première Samouraï               | The First Samurai (5 Dicembre 2019)                   |                  |                 |
| 19 | 54  | SumotOggy                          | Oggy-Sumo (6 Dicembre 2019)                           |                  |                 |
| 19 | 55  | Oggy héros de manga                | Oggy, Manga Star (7 Dicembre 2019)                    |                  |                 |
| 20 | 56  | Des coups et des couleurs          | Color Conflict (8 Dicembre 2019)                      |                  |                 |
| 20 | 57  | Ça roule pour Oggy                 | Wheeling and Dealing (9 Dicembre 2019)                |                  |                 |
| 20 | 58  | Le grand déménagement              | The Big Move (10 Dicembre 2019)                       |                  |                 |
| 21 | 59  | Gli incredibili 4                  | The Incredible Four (11 Dicembre 2019)                |                  |                 |
| 21 | 60  | Metalman                           | Metalman (12 Dicembre 2019)                           |                  |                 |
| 21 | 61  | Z-Men alla riscossa                | Z Men to The Rescue (13 Dicembre 2019)                |                  |                 |
| 22 | 62  | Mythologgy                         | Mythologgy (14 Dicembre 2019)                         |                  |                 |
| 22 | 63  | De Oggy 12 travaux                 | Oggy's 12 Labors (15 Dicembre 2019)                   |                  |                 |
| 22 | 64  | Oggy et le Minotaure               | Oggy and the Minotaur (16 Dicembre 2019)              |                  |                 |
| 23 | 65  | La malédiction de cochon           | The Pig Curse (17 Dicembre 2019)                      |                  |                 |
| 23 | 66  | Oggy et le cyclope myope           | Oggy and the Short-Sighted Cyclops (18 Dicembre 2019) |                  |                 |
| 23 | 67  | Oggy et les sirènes de Misty       | Oggy and the Misty Mermaids (19 Dicembre 2019)        |                  |                 |
| 24 | 68  | Bananes de colère                  | Bananas of Wrath (20 Dicembre 2019)                   |                  |                 |
| 24 | 69  | L'enfant de la Jungle              | The Jungle Child (21 Dicembre 2019)                   |                  |                 |
| 24 | 70  | Éveil des Statues                  | The Statues' Awakening (22 Dicembre 2019)             |                  |                 |
| 25 | 71  | Sous mon arbre                     | Below My Tree (23 Dicembre 2019)                      |                  |                 |
| 25 | 72  | Tête dans les nuages               | Head in the Clouds (24 Dicembre 2019)                 |                  |                 |
| 25 | 73  | Super Témor                        | Super Temor (25 Dicembre 2019)                        |                  |                 |
| 26 | 74  | Oggy et la légende d’Excalibur     | Oggy and the Legend of Excalibur (26 Dicembre 2019)   |                  |                 |
| 26 | 75  | Oggy et la recherche du Graal      | Oggy and the Search of Grail (27 Dicembre 2019)       |                  |                 |
| 26 | 76  | Morgan la fée                      | Morgan the Fairy (28 Dicembre 2019)                   |                  |                 |